# 大卫·琼斯 (羽毛球运动员)
大卫·琼斯（英語：David Jones，1998年1月17日—），英格蘭男子羽毛球運動員。

## 簡歷
2015年3月，大卫·琼斯代表英格蘭出戰波蘭盧賓舉行的歐洲青年羽毛球錦標賽，助國家隊贏得團體賽亞軍。

## 主要比賽成績
只列出曾進入準決賽的國際賽事成績：
| 年份   | 賽事                     | 公開賽級別 | 項目     | 拍檔          | 成績   |
| ------ | ------------------------ | ---------- | -------- | ------------- | ------ |
| 2015年 | 歐洲青年羽毛球錦標賽     | 其他       | 混合團體 | －            | 亞軍   |
| 2015年 | 斯洛伐克羽毛球公開賽     | 未來系列賽 | 男子雙打 | Harry Arksey  | 準決賽 |
| 2017年 | 冰島羽毛球國際賽         | 國際系列賽 | 男子雙打 | 馬克斯·弗林   | 準決賽 |
| 2017年 | 歐洲青年羽毛球錦標賽     | 其他       | 男子團體 | －            | 季軍   |
| 2017年 | 歐洲青年羽毛球錦標賽     | 其他       | 男子單打 | －            | 季軍   |
| 2018年 | 歐洲羽毛球男子團體錦標賽 | 其他       | 男子團體 | －            | 亞軍   |
| 2018年 | 希臘羽毛球國際賽         | 未來系列賽 | 男子雙打 | 約翰尼·托朱森 | 亞軍   |
| 2018年 | 保加利亞羽毛球公開賽     | 國際系列賽 | 男子雙打 | 約翰尼·托朱森 | 準決賽 |

| 2007-2017年 | 首要超級賽 | 超級賽 | 黃金大獎賽 | 大獎賽 | 國際挑戰賽 | 國際系列賽 | 未來系列賽 | 其他 |

| 2018-2026年 | 總決賽 | 超級1000賽 | 超級750賽 | 超級500賽 | 超級300賽 | 超級100賽 | 國際挑戰賽 | 國際系列賽 | 未來系列賽 | 其他 |